# Gorączka Ciboli
Gorączka Ciboli (tyt. oryg. Cibola Burn) – amerykańska powieść fantastyczno-naukowa autorstwa Jamesa S.A. Coreya. To space opera, będąca czwartym tomem serii Expanse. W części tej mieszkańcy Układu Słonecznego przelatują przez wytworzone przez protomolekułę pierścienie, znajdując Nową Ziemię. Powieść została wydana 17 czerwca 2014 przez Orbit Books. Polską wersję tłumaczył Marek Pawelec. Miała swoją premierę 28 listopada 2018, nakładem wydawnictwa Mag.
Książka odpowiada fabularnie czwartemu sezonowi serialu The Expanse.

## Fabuła
Obecna na Wenus protomolekuła stworzyła pierścienie, będące bramami do innych światów. Ludzkość natychmiast zaczyna je eksplorować. W ten sposób trafia na Nową Ziemię, planetę o niezwykle dużej zawartości litu. Na powierzchni prędko zamieszkują uciekinierzy z Ganimedesa, nadając obiektowi nazwę Illus. Jednocześnie na planetę zostaje wysłany statek z naukowcami, których celem jest zbadanie planety oraz dopilnowanie wydobycia surowca. Gdy przybysze zbliżają się do powierzchni, ich prom zostaje wysadzony przez grupę tubylców. Sytuacja staje się bardzo napięta. ONZ oraz SPZ wysyłają Jamesa Holdena w roli negocjatora.

## Nowi bohaterowie
Wśród nowych postaci obecnych w tym tomie znajdują się:
- Basia Merton – jeden z uchodźców z Ganimedesa, który odmówił schronienia się w Układzie Słonecznym. Próbując chronić swoją rodzinę, dołącza do terrorystów atakujących naukowców.
- Elvi Okoye – naukowiec z zespołu wysłanego przez ONZ. Pierwotnie miała zbadać planetę w nieskazitelnym stanie, jednak przebieg zdarzeń jej to uniemożliwia.
- Dmitri Havelock – były partner Millera na stacji Ceres, obecnie zastępca szefa bezpieczeństwa misji ONZ na Nowej Ziemi. Pozostaje na pokładzie statku, gdy szef ochrony przenosi się na powierzchnie Iilusa.